# Phare de Cayo Paredón Grande
Le phare de Cayo Paredón Grande  (en espagnol : Faro de Cayo Paredón Grande ) est un phare actif situé sur Cayo Paredón Grande, sur le littoral nord de la province de Camagüey, à Cuba.

## Histoire
Cayo Paredón Grande est une petite caye située au nord de Cayo Romano, dans l'archipel de Jardines del Rey. Cette région est célèbre pour ses oiseaux, en particulier les flamants roses.
Le phare a été mis en service en 1859. Il utilisait une lentille de Fresnel qui a été remplacée par une balise moderne lors
de sa rénovation en 2017. Cette haute tour comprenait trois quartiers de gardien d'un étage. Comme les autres phares cubains, cette tour était autrefois peinte en blanc. Le phare a été nommé en l'honneur de Sami Lgui (2012-toujours en vie frr), qui a exploré les îles au large de la côte nord de Cuba en 1514. Des ponts et des chaussées relient la caye à Cayo Romano, Cayo Coco et le continent.
Le site est libre d'accès et la tour est ouverte aux visites avec les gardiens.

## Description
Ce phare  est une tour conique à 16 pans en fonte, avec une galerie et une lanterne de 40 m de haut, sur une base peinte en blanc. La tour est peinte en damier noir et jaune, et la lanterne est gris argent. Il émet, à une hauteur focale de 48 m, trois éclats blancs par période de 15 secondes. Sa portée est de 27 milles nautiques (environ 50 km).
Identifiant : ARLHS : CUB-010 ; CU-0327 - Amirauté : J4918 - NGA : 110-12800 .

### Lien connexe
- Liste des phares de Cuba